# Беднов, Александр Александрович
Алекса́ндр Алекса́ндрович Бедно́в (29 августа 1969, Луганск, Луганская область, Украинская ССР, СССР — 1 января 2015, Лутугино, Луганский район, Луганская область, Украина) — командир сепаратистского вооружённого подразделения «Бэтмен» на востоке Украины, военный деятель подконтрольной России Луганской Народной Республики, начальник штаба 4-й бригады ЛНР, министр обороны ЛНР (август 2014 года). Капитан милиции запаса. Позывной «Бэтмен».

## Биография
Родился 29 августа 1969 года в семье военного. Коренной луганчанин. В 1988—1990 года служил в ОМОНе по горячим точкам СССР (Армения, Абхазия, Грузия). Далее работал в МВД Украины до 2006 года, капитан запаса. По выходе на пенсию работал в службе безопасности ряда частных предприятий.
Активист Антимайдана с начала протестов, принимал участие в захвате здания СБУ. В апреле 2014 года сформировал отряд из 12 человек, выросший в Группу быстрого реагирования (ГБР) «Бэтмен» (первоначально в составе «Народного ополчения Луганщины» Алексея Мозгового, затем — 4 батальон Министерства обороны Луганской народной республики). Весной-летом 2014 года занимался патрулированием Луганска.
По данным прокуратуры ЛНР, в июне 2014 года бойцы ГБР «Бэтмен» пытали 13 местных жителей, в результате чего один из них скончался. Не исключаются и другие случаи пыток гражданского населения. Кроме того, по данным прокуратуры, группа Беднова причастна к незаконному изъятию имущества у местного населения, в том числе автомобилей, захвату квартир и домов.
С 14 (или 20) по 27 августа 2014 года работал министром обороны Луганской Народной Республики.
С 31 августа 2014 года регулярно выпускал боевой листок ГБР «За Новороссию!»
В начале октября 2014 года организовал общественное движение «Фронт освобождения» и был избран его председателем. Однако он не был допущен к участию в выборах 2 ноября, органы ЛНР отказали зарегистрировать его как кандидата. Впоследствии, озвучивая мнение своих бойцов, Александр Беднов выступал за продолжение военных действий и полный захват всей Луганской области, был последовательным противником Минских соглашений.
В то время как командир бригады «Призрак» Алексей Мозговой и командир первого казачьего полка Павел Дрёмов резко критиковали руководство республики и требовали отставки главы ЛНР Игоря Плотницкого, подполковник А. А. Беднов занимал умеренную позицию, призывая всех оппонентов в республике к диалогу, в том числе, руководство ЛНР и казаков.
Беднов активно участвовал в процессе формирования регулярной армии ЛНР, по приведению различных воинских формирований к единой системе. По его мнению, «крайне необходимо создать единую систему обороноспособности страны, которая бы координировала действия всех без исключения воинских подразделений республики: и армейских подразделений, и казачьих войск, и отрядов самообороны, и подразделений органов внутренних дел». Осенью 2014 года его группа быстрого реагирования «Бэтмен» вошла в состав 4-й отдельной мотострелковой бригады Народной милиции ЛНР, а сам он был назначен на должность начальника штаба этой бригады.

## Обстоятельства гибели и реакция
Начальник штаба 4-й бригады ЛНР подполковник А. А. Беднов был убит 1 января 2015 года на въезде в город Лутугино в результате атаки на колонну ГБР «Бэтмен». На повороте в сторону посёлка колонна была расстреляна из автоматов, гранатомётов и реактивных огнемётов. Тело Беднова было найдено в бронированном микроавтобусе, также погибли ехавшие вместе с ним пятеро бойцов сопровождения.
Пресс-служба Генеральной прокуратуры ЛНР заявила, что Александр Беднов отказался выполнять требования сотрудников спецподразделения МВД ЛНР разоружиться и оказал ожесточённое вооружённое сопротивление. Ранее, 30 декабря 2014 года на него было заведено уголовное дело — он и его соратники были обвинены в похищении 13 человек и применении к ним пыток, также убитые подозревались в вымогательствах и разбое.
Ряд функционеров Новороссии, например Павел Дрёмов и Дарья Митина, назвали истинной причиной убийства Беднова несогласие с курсом главы ЛНР Игоря Плотницкого. С критикой произошедшего также выступил экс-министр обороны ДНР Игорь Стрелков.
Бойцы луганского батальона «Бэтмен» прямо обвиняют Плотницкого в организации убийства их командира. По их версии, Беднов и его бойцы были уничтожены «по приказу Плотницкого», так как был «отдан приказ на зачистку всех непримиримых командиров».
Политолог Сергей Суханкин и другие считают, что Беднова убили бойцы ЧВК «Вагнер».

## Семья
У Александра Беднова остались жена, дочь и сын. Долгое время семья была разъединена: летом 2014 года, когда под Луганском шли бои, Александр Беднов отправил жену и детей в лагерь беженцев на территории России, а сам вместе со своим отрядом остался в городе. В октябре, когда военные действия в Луганске прекратились, семья Бедновых вновь собралась вместе.

## Память
В конце декабря 2015 года появился часовой фильм «Рыцари Русского Мира. Фильм 1. Живите по совести. Александр Беднов». Памяти А. Беднова посвящена песня Сергея Тимошенко «Позывной Бэтмен».
В апреле 2020 года на YouTube, на канале «Tubus Show» (ныне «Плохой сигнал»), был выпущен полуторачасовой фильм «ОХРАНИТЕЛЬ: фас, профиль, нутро. Плохой сигнал», в котором представлены свидетельства, что Беднов и вся его группировка в некоторых своих действиях пренебрегали правами жителей ЛНР, в том числе задерживали людей и содержали их в «подвальчике» против их воли, а также требовали с местных жителей материальных ценностей (холодильник) взамен за свою защиту. В нём также подверглась критике русско-националистическая идеология, которую они пропагандировали через свои боевые листки «ЗА НОВОРОССИЮ», и в частности содержание листка № 14, где говорится: «… русский — больше, чем простая национальность в ряду других. Мы — имперская нация, мы — наднация, мы соединяем, приумножаем, развиваем и идём в будущее. У нас есть историческая миссия».